# Jaclyn Barclay
Jaclyn Barclay (27 de diciembre de 2006) es una deportista australiana que compite en natación, especialista en el estilo espalda. Ganó una medalla de plata en el Campeonato Mundial de Natación de 2024, en la prueba de 200 m espalda.

## Palmarés internacional
| Campeonato Mundial | Campeonato Mundial | Campeonato Mundial | Campeonato Mundial |
| Año                | Lugar              | Medalla            | Prueba             |
| ------------------ | ------------------ | ------------------ | ------------------ |
| 2024               | Doha (Catar)       | Medalla de plata   | 200 m espalda      |